# ヴェストファーレン体制

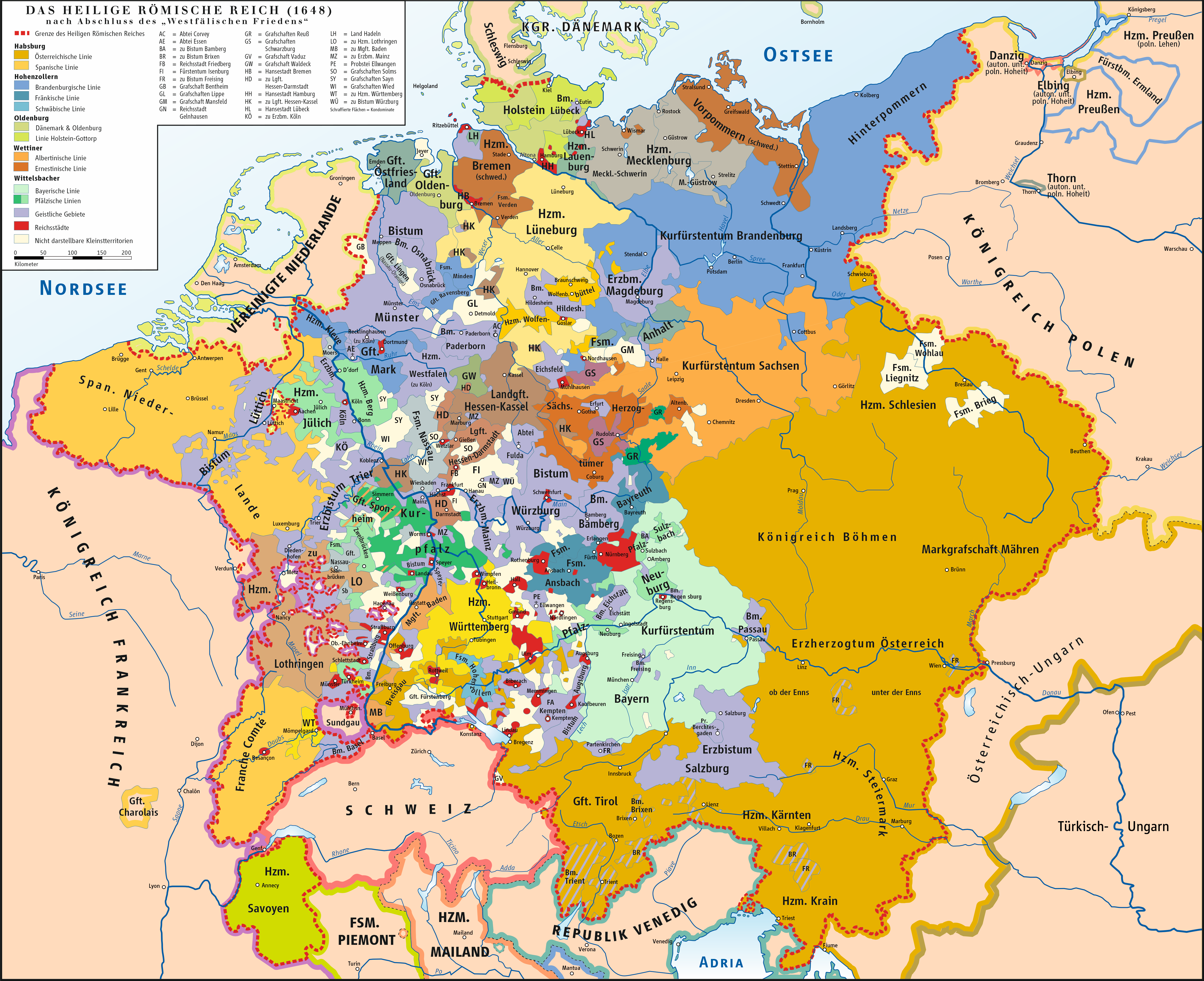
ヴェストファーレン条約後のドイツ地方。大国はもちろん、都市国家規模の自由都市や小国までもが独立国としての権威を獲得した。

ヴェストファーレン体制（ヴェストファーレンたいせい、英：Westphalian sovereignty）とは、三十年戦争（1618年〜1648年）の講和条約であるヴェストファーレン条約（1648年）によりもたらされたヨーロッパの勢力均衡（バランス・オブ・パワー）体制である。日本では英語読みからウェストファリア体制とも呼ばれる。

## 概要
ヴェストファーレン条約は、1648年のヴェストファーレン会議（ウェストファリア会議）で成立した三十年戦争の講和条約で、世界最初の近代的な国際条約とされている。66か国がこの条約に署名し、署名までに4年の歳月を費やしている。この枠組みによって、プロテスタントとローマ・カトリック教会が世俗的には対等の立場となり、カルヴァン派が公認され、政治的にはローマ・カトリック教会によって権威付けられた神聖ローマ帝国の各領邦に主権が認められたことで、中世以来の超領域的な存在としての神聖ローマ帝国の影響力は薄れた。また、スイスとオランダの正式な独立が認められ、フランスはアルザス地方を獲得した。また、神聖ローマ皇帝の立法権・条約権は帝国議会に拘束され、帝国内の約300におよぶ諸侯の主権が皇帝と帝国に敵対しない限り、完全に認められた。その結果、選帝侯の皇帝選挙権を除くあらゆる特権が廃止された。ヨーロッパでは、神聖ローマ帝国の内部においてさえ、皇帝に代わって世俗的な国家がそれぞれの領域に主権を及ぼし、統治権と外交権を行使することとなった。そのことにより、ヴェストファーレン体制は、しばしば「主権国家体制」とも称される。すなわち、国家における領土権、領土内の法的主権およびと主権国家による相互内政不可侵の原理が確立され、近代外交および現代国際法の根本原則が確立されたことである。
狭義には、17世紀後半以降19世紀初頭までのヨーロッパにおける国際秩序を指す。そのような意味合いにおけるヴェストファーレン体制は、当時のヨーロッパ列強であるフランス王国、神聖ローマ帝国、スウェーデン王国（バルト帝国）とヨーロッパの経済大国であったイングランド王国、オランダ（ネーデルラント連邦共和国）によって維持された。しかし、18世紀の戦争（大北方戦争、第2次百年戦争）によって形骸化し、1740年以降は、グレートブリテン王国、ハプスブルク帝国、フランス王国、プロイセン王国、ロシア帝国の五頭体制に移行し、18世紀末葉のフランス革命を経て、ナポレオン戦争（1803年〜1815年）をもって完全に崩壊する。
ただし、ヴェストファーレン条約の原則を基礎とする国際法は以後も継続されたため、現在の主権尊重の国際法そのものの現在のあり方を「ヴェストファーレン体制」と呼ぶことがある。